# Elroy Turner
Elroy Turner (* 28. Januar 1951) ist ein ehemaliger antiguanischer Sprinter.

## Leben
Bei den Olympischen Sommerspielen 1976 nahm er zusammen mit den Teamkollegen Paul Richards, Everton Cornelius und Calvin Greenaway an der 4-mal-100-Meter-Staffel der Männer teil. Das Team belegte den siebten Platz des Vorlaufes und zog somit nicht ins Finale ein. Mit Cuthbert Jacobs, Paul Richards und Fred Sowerby lief er auch die 4-mal-400-Meter-Staffel. Die Mannschaft schied ebenfalls im Vorlauf aus.